# Машићи (Градишка)
Машићи су насељено мјесто на подручју града Градишка, Република Српска, БиХ. Према попису становништва из 2013. у насељу је живјело 1.155 становника.

## Историја
У насељу су Срби 1806. подигли Машићку буну. Из Машића је 16. септембра 1991. на свој ратни пут кренула Шеснаеста крајишка моторизована бригада Војске Републике Српске.

## Становништво
| Националност       | 1991.          | 1981.          | 1971.          | 1961. |
| Срби               | 1.331 (97,93%) | 1.344 (96,00%) | 1.340 (99,11%) |       |
| Југословени        | 15 (1,10%)     | 47 (3,35%)     | 1 (0,07%)      |       |
| Хрвати             | 4 (0,29%)      | 6 (0,42%)      | 1 (0,07%)      |       |
| Муслимани          |                | 1 (0,07%)      |                |       |
| остали и непознато | 9 (0,66%)      | 2 (0,14%)      | 10 (0,73%)     |       |
| Укупно             | 1.359          | 1.400          | 1.352          | '     |

| Демографија- | Демографија- | Демографија- |
| Година       | Становника   | Становника   |
| ------------ | ------------ | ------------ |
| 1948.        | 3.332        |              |
| 1953.        | 0            |              |
| 1961.        | 1.436        |              |
| 1971.        | 1.352        |              |
| 1981.        | 1.400        |              |
| 1991.        | 1.359        |              |
| 2013.        | 1.155        |              |